# Портрет Фёдора Васильевича Ридигера
«Портрет Фёдора Васильевича Ридигера» — картина Джорджа Доу и его мастерской, из Военной галереи Зимнего дворца.
Картина представляет собой погрудный портрет генерал-майора Фёдора Васильевича Ридигера из состава Военной галереи Зимнего дворца.
С начала Отечественной войны 1812 года подполковник Ридигер сначала был командиром, а затем и шефом Гродненского гусарского полка, за отличие в бою при Друе произведён в полковники; далее он отличился в сражении под Клястицами и в первом Полоцком бою, а за второе Полоцкое сражение был награждён орденом св. Георгия 3-го класса, за бой под Чашниками произведён в генерал-майоры. Первым перейдя границу Российской империи, Ридигер в декабре 1812 года захватил Тильзит в Восточной Пруссии и далее был при взятии Кенигсберга. Во время Заграничного похода 1813 года сражался в Пруссии и Саксонии. В кампании 1814 года во Франции был во многих важнейших сражениях.
Изображён в генеральском доломане Гродненского гусарского полка, введённом в 1813 году, с этишкетным шнуром на шее и лядуночной перевязью через плечо, под которой пущена Анненская лента, на плечо наброшен ментик. Слева на груди звезда ордена Св. Анны 1-й степени; на шее крест ордена Св. Георгия 3-го класса, ниже его по центру груди кресты ордена Св. Владимира 2-й степени, прусского ордена Красного орла 2-й степени и австрийского ордена Леопольда 2-й степени. На ментике серебряная медаль «В память Отечественной войны 1812 года» на Андреевской ленте и звезда ордена Св. Владимира 2-й степени. Подпись на раме с ошибкой в фамилии: Ѳ. В. Редигеръ 1й, Генералъ Маiоръ.
7 августа 1820 года Ридигер был включён в список «генералов, заслуживающих быть написанными в Галерею» и 19 мая 1822 года император Александр I приказал написать его портрет. Гонорар Доу был выплачен 4 апреля и 29 декабря 1824 года. Готовый портрет был принят в Эрмитаж 7 сентября 1825 года. А. А. Подмазо со ссылкой на архив Эрмитажа сообщает, что по просьбе Ридигера император Николай I приказал портрет из Военной галереи, «как совершенно на него не похожий», заменить на другой портрет, полученный от самого Ридигера. Современное местонахождение первой версии галерейного портрета не установлено.
В. К. Макаров счёл этот портрет совершенно лишённым сходства с типичными работами Доу. Хранитель британской живописи в Эрмитаже Е. П. Ренне поддержала его мнение.